# Уилер, Уильям Мортон
Уильям Мортон Уилер (англ. William Morton Wheeler; 19 марта 1865 года — 19 апреля 1937 года) — крупнейший американский мирмеколог, энтомолог, профессор Гарвардского университета, академик Национальной академии наук США.

## Биография
Родился 19 марта 1865 года в г. Бирмингем (Алабама), США.
- 1887—1890 — директор Общественного музея Милуоки
- 1892—1899 — профессор зоологии в Чикагском университете
- 1903—1908 — куратор зоологии беспозвоночных в Американском музее естественной истории, Нью-Йорк
- 1908—1937 — профессор в Гарвардском университете
- 1912 — академик Национальной академии наук США
- 1931 — отмечен Leidy Award[англ.][2]

Умер 19 апреля 1937 году в г. Кембридж (Массачусетс) (США).

## Мирмекология и муравьи
Уилер стал основоположников американской науки о муравьях (и сам термин мирмекология был им и предложен) и крупнейшим её представителем начала XX века. Он специализировался не только на описании новых видов (и был одним из выдающихся таксономистов, описавшим более 600 новых видов муравьёв), но также работал в области эмбриологии и этологии насекомых. Для этого он обучался у Антона Дорна, Георга Баура и Чарльза Отиса Уитмена. Его исследования поведения муравьёв и других общественных насекомых стали классическими. Говоря о «сообществе» муравьёв, он предложил считать муравейники живыми организмами в полной мере; он называет их суперорганизмами.
Уилеру принадлежит авторство термина этология в современном его понимании; он популяризировал этот термин в своей статье, опубликованной в английском журнале Science в 1902 году.

## Новые таксоны муравьёв
- См. также Категория:Таксоны, описанные Уильямом Уилером

Уилер описал более 600 новых для науки видов муравьёв и около 30 новых родов этих общественных насекомых. Среди них:
- Blepharidatta Wheeler, 1915
- Cladomyrma Wheeler, 1920
- Electromyrmex Wheeler, 1910
- Zacryptocerus Wheeler, 1911
- 72 новых вида рода Pheidole
- 55 новых вида рода Camponotus
- 39 новых видов рода Formica

## Память
В честь Уилера названо более 30 видов муравьёв, в том числе:
- Camponotus wheeleri Mann, 1916
- Cephalotes wheeleri Forel, 1901
- Pheidole wheelerorum MacKay, 1988
- Stenamma wheelerorum Snelling, 1973
- Technomyrmex wheeleri Emery, 1912

## Главные труды
Полный список его трудов включает 467 названий.
- Wheeler, W. M. Ants: their structure, development and behavior. New York, 1910, xxv + 663 pp.
- Wheeler, W. M. The ants of the Baltic Amber. // «Schr. Phys.-Okon. Ges. Konigsb.» — 1915. t.55: 1—142.
- Wheeler, W. M. Ants of the American Museum Congo expedition. A contribution to the myrmecology of Africa. // «Bull. Am. Mus. Nat. Hist.», 1922, vol.45: 1—1055.
- Wheeler, W. M. Social life among the insects. New York, 1923. vii + 375 p.
- Wheeler, W. M. The social insects: their origin and evolution. New York, 1928. xviii + 378 p.